# Wsewolod Wassiljewitsch Scharonow
Wsewolod Wassiljewitsch Scharonow (russisch Всеволод Васильевич Шаронов, in englischer Transliteration Vsevolod Vasilievich Sharonov, * 25. Februarjul. / 10. März 1901greg. in Sankt Petersburg; † 27. November 1964 in Leningrad) war ein sowjetischer Astronom.

## Leben
Wsewolod Wassiljewitsch Scharonow wurde am 10. März 1901 als Sohn eines Opernsängers in Sankt Petersburg geboren. Nach der Schulzeit schrieb er sich an der Fakultät für Physik und Mathematik an der Universität Sankt Petersburg ein, die später in Leningrader Universität umbenannt wurde. Das Studium schloss er nach einer Unterbrechung durch seinen Dienst in der Roten Armee (1919–1924) 1926 ab. Schon während seiner Studentenzeit leitete er die Sektion zur Sonnenforschung der russischen Gesellschaft der Amateurastronomen.
1929 wurde Scharonow mit einer Dissertation über photometrische Messmethoden promoviert. Von 1930 bis 1936 arbeitete er am Institut für Luftüberwachung und richtete für diese Aufgabe ein photometrisches Laboratorium ein. Von 1941 bis 1944 leitete er das astrophysikalische Labor der Universität, das während des Zweiten Weltkriegs wegen der Leningrader Blockade durch die deutsche Armee nach Jelabuga in Tatarstan ausgelagert war. 1944 wurde er an der Leningrader Universität zum Professor ernannt, 1951 zum Direktor der Universitätssternwarte. Teile seiner astronomischen Beobachtungen führte er am Pulkowo-Observatorium, am Krim-Observatorium in Simejis und am Observatorium von Taschkent durch.
Scharonow war mit der Astronomin Nadeschda Nikolajewna Sytinskaja verheiratet. Er starb am 27. November 1964 im Alter von 63 Jahren.

## Werk
Scharonow erarbeitete Methoden zu absoluten Messungen in der Photometrie und Kolorimetrie, die er für die Erforschung der Sonnenkorona einsetzte. Zwischen 1936 und 1963 beobachtete er sieben Sonnenfinsternisse. Ferner verwendete er photometrische Methoden zur Analyse der Mondoberfläche sowie der Planeten.
Scharonow hatte mehr als 200 Veröffentlichungen verfasst, darunter auch einige Bücher:
- В. В. Шаронов: Марс (Mars). Hrsg.: Akademie der Wissenschaften der UdSSR. Moskau, Leningrad 1947 (russisch).
- В. В. Шаронов: Измерение и расчет видимости далеких предметов (Vermessung und Berechnung der Sichtbarkeit entfernter Objekte). Hrsg.: Гостехиздат. 1947 (russisch).
- В. В. Шаронов: Солнце и его наблюдение (Die Sonne und ihre Beobachtung). Moskau, Leningrad 1948 (russisch).
- В. В. Шаронов: Наблюдение и видимость (Beobachtung und Sichtbarkeit). Hrsg.: Akademie der Wissenschaften der UdSSR. Moskau, Leningrad 1948 (russisch).
- В. В. Шаронов: Есть ли жизнь на планетах (Gibt es Leben auf den Planeten?). 1952 (russisch).
  - Šaronov, Vsevolod V.: Gibt es Leben auf anderen Planeten? In: Wissenschaft und Technik. Band 37. Aufbau-Verlag, Berlin 1954 (Originaltitel: Есть ли жизнь на планетах. Übersetzt von Bruno Tutenberg).
- В. В. Шаронов: Природа планет (Die Natur der Planeten). 1958 (russisch).
- В. В. Шаронов: Свет и цвет (Licht und Farbe). 1961 (russisch).

## Ehrungen
- Im Jahre 1970 benannte die Internationale Astronomische Union den Mondkrater Sharonov offiziell nach Wsewolod Wassiljewitsch Scharonow.[4]
- 1973 benannte die Internationale Astronomische Union auch den Marskrater Sharonov offiziell nach Scharonow.[5]
- Der 1979 entdeckte Asteroid (2416) Sharonov wurde ebenfalls nach Scharonow benannt.[6][7]